# 르노 크위드
르노 크위드는 프랑스의 자동차 제조사 르노가 인도와 브라질 등의 신흥국에 판매하는 경형 SUV이다.

## 상세

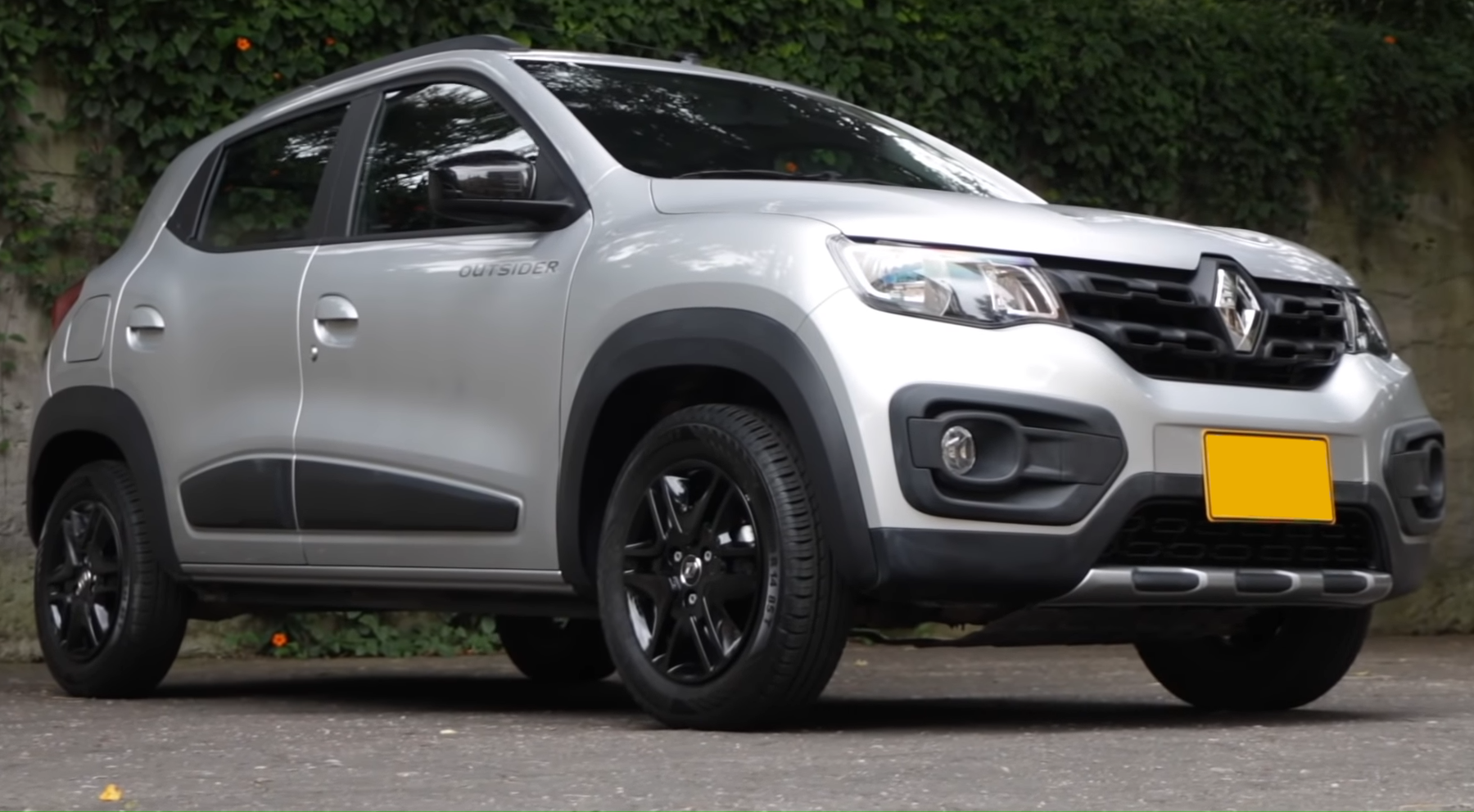
정측면

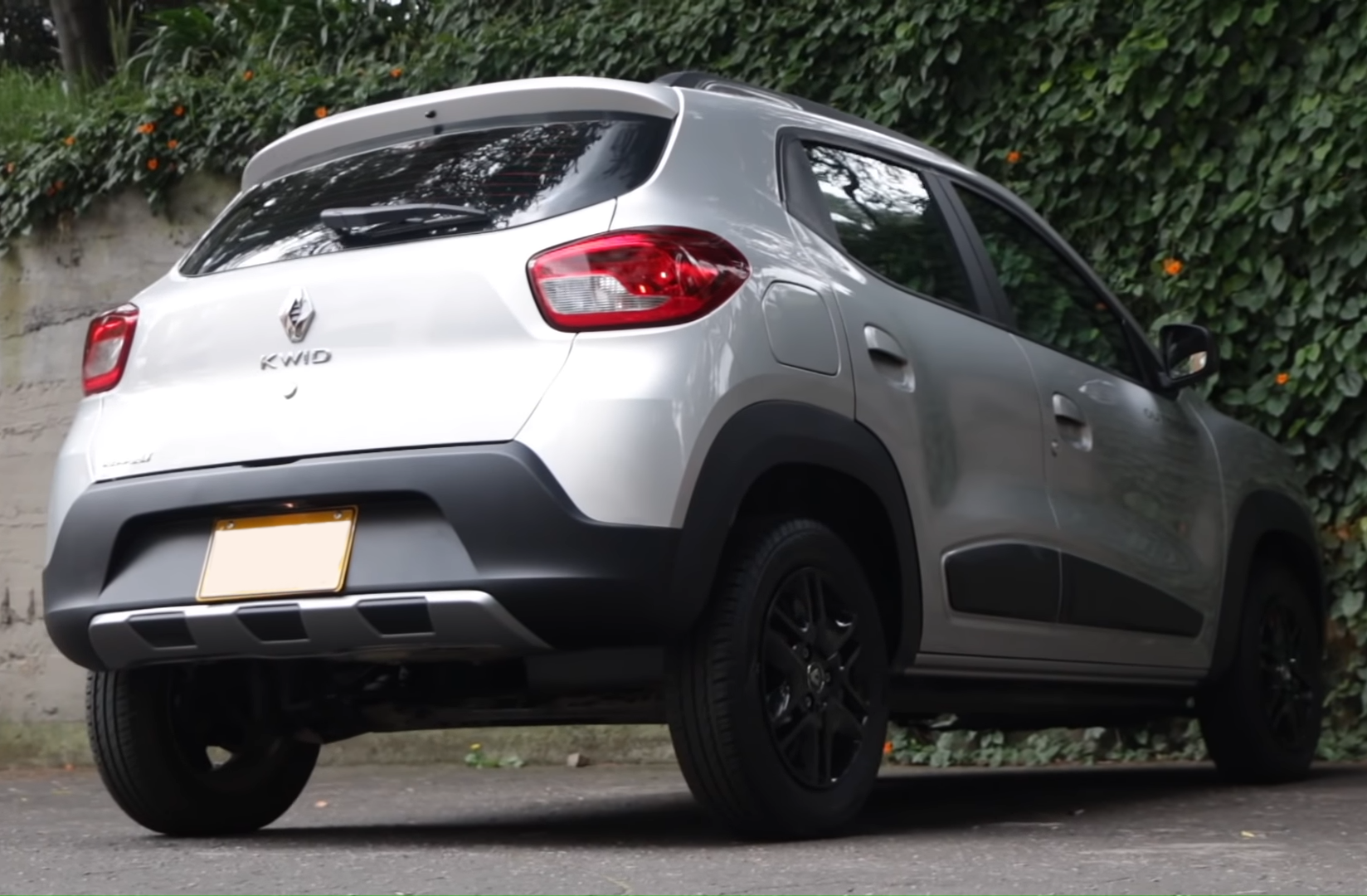
후측면

개발은 1세대 다치아 로간을 개발하였던 임원진들이 인도에 머무르면서 진행하였고, 르노 외에도 닛산과 르노삼성도 차량의 개발에 참여하였다. 2014년에는 오토 엑스포에서 컨셉트 모델이 공개되었다. 양산형 모델은 2015년에 공개되었으며, 르노-닛산 얼라이언스가 개발한 CMF-A 플랫폼을 최초로 적용하였다. 초기에는 0.8L 엔진밖에 존재하지 않았으나, 2016년 8월에는 1.0L 엔진도 추가되었다. 변속기는 5단 수동과 5단 자동변속기가 적용된다. 2017년에는 브라질 시장용 모델도 공개되었고, 엔진을 1.0L로 통일하였다. 2019년에는 인도 시장용 모델의 페이스리프트가 이루어졌으나, 브라질 시장용 모델에는 적용되지 않았다.

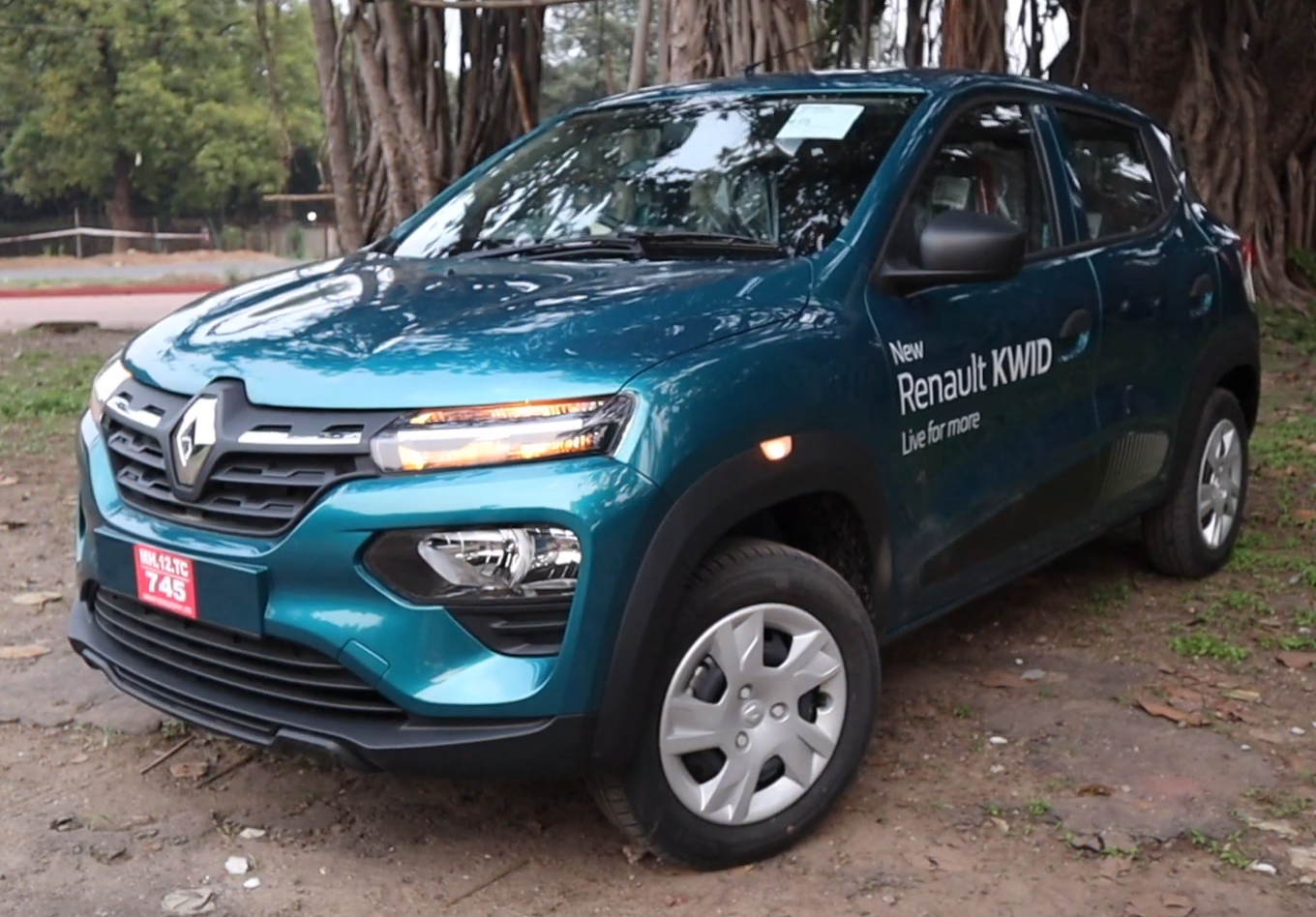
페이스리프트 모델

### 르노 시티 K-ZE

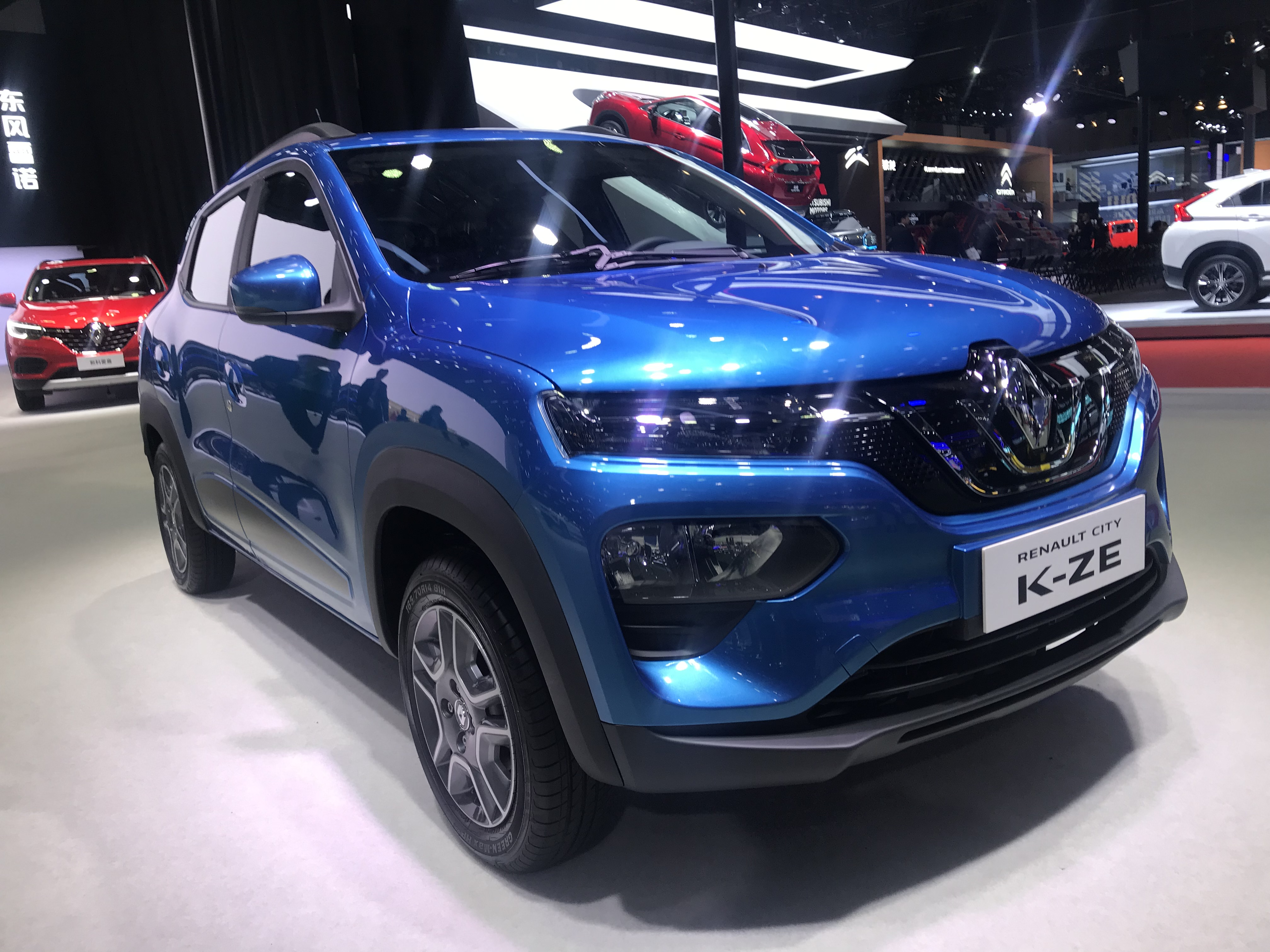
르노 시티 K-ZE